# 게이오 전철 9000계 전동차
게이오 전철 9000계 전동차(일본어: 京王9000系電車)는 2000년에 도입된 게이오 전철의 직류 통근형 전동차이다.

## 역사

### 도입 배경
게이오 전철에서는 8000계의 생산이 종료된 후, 계속해서 6000계를 대체하기 위하여 9000계를 생산하게 된다. 다만 8000계가 독자적으로만 운영되었던 것과 달리, 9000계는 비교적 최근(1980년대 이후)에 생산된 증결용 6000계 및 7000계와 병결할 수 있도록 설계, 제작되었다.
2006년 1월부터는 도쿄 도 교통국 지하철 신주쿠 선과의 직결운행을 위한 편성이 추가로 제작되었는데, 이 차량들인 편성 번호 뒷부분을 30번대로 함으로써 기존 차량들과 구분하고 있다.(그 외의 구분법에 대해서는 아래에서 별도로 서술) 흔히 2000년에 도입된 차량들을 '0번대', 2006년에 도입된 차량들을 가리켜 '30번대'라고 칭한다.

### 투입 이후
2000년에 2개 편성, 2001년에 3개 편성, 그 후 매년 1개 편성씩 2004년 7월까지 1편성 8량 구성으로 총 8개 편성(64량)이 투입되었다. 도쿄 지하철 신주쿠선으로의 직결 운행을 전제로 설계되었지만, 이 시점에서는 아직 신주쿠 선에 VVVF 인버터 제어 차량의 입선할 경우 유도 장해가 발생함으로써 운행이 불가능한 상황이었기 때문에, 직결 운행용의 기기는 설치되어 있지 않다.
10량 편성으로 신주쿠선에 직결운행을 할 때, 6000계 2량을 하시모토 방면에 연결할 수 있도록 선두차에 승객용 통로를 구성할 수 있도록 제작되어 있는 반면, 반대편 선두차에는 그러한 시설이 없다. 또한, 직결운행을 하지 않을 때에는 신주쿠 방면에 연결하는 경우도 있는데, 이러한 때에는 관통로를 사용하지 않아 두 열차간을 이동할 수 없다.
아울러 2001년에는 8000계의 뒤를 이어 재단법인 일본산업디자인신흥회의 '굿 디자인 상품'(Good Design Award)에 선정되기도 하였다.

### 30번대의 등장
도쿄 지하철 신주쿠 선에서 사용하던 CS-ATC가 디지털 ATC로 변경되면서, VVVF 인버터 제어차량이 신쥬쿠선에 진입하여도 유도 장해를 받지 않게됨에 따라, 직결 운행용 장비들을 설치하여 제작되었다. 2006년 1월에 처음 등장하여, 그 해 3월 15일부터 영업 운전을 시작함과 동시에 신쥬쿠선으로의 직결 운행도 시작하였다.
8량으로 구성된 기존의 차량(0번대)와 달리 10량 편성이며, 게이오 전철에서는 최초로 풀컬러 LED를 행선지/종별 표시기에 사용하였으며, 차내 설비에서도 0번대와는 다소 다른 모습을 보여분다.
9731편성은 산리오 랩핑차량으로 운행중이다.

### 운용 상황

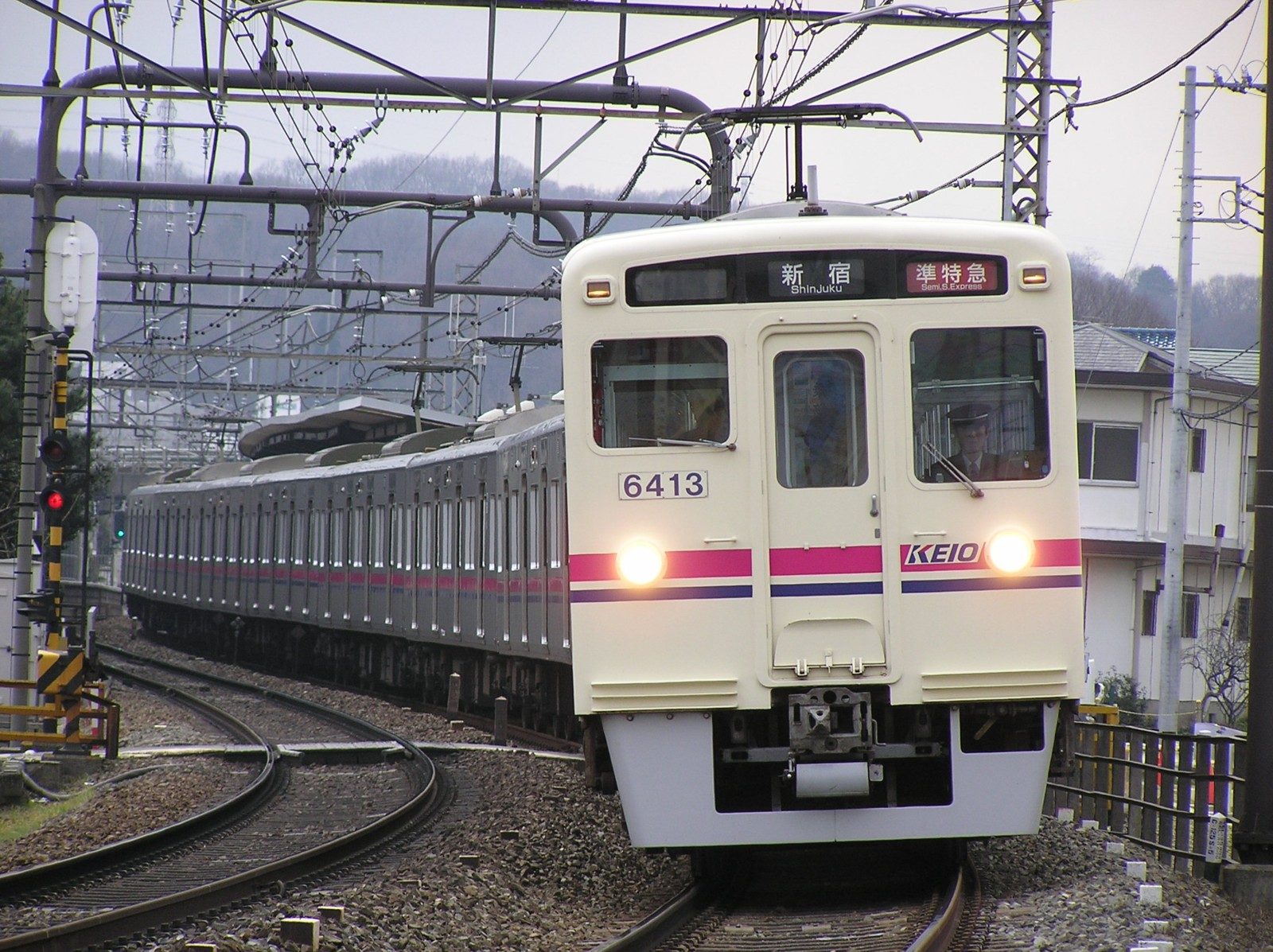
6000계와 병결한 9000계
(6000계 2량+9000계 8량)

우선 0번대의 경우, 8량 편성 6000계나 7000계처럼 완행에서 특급까지 다양한 열차에 투입되고 있다. 다만, 특급에 투입된 경우는 과거 한때 사가미하라 선 특급 및 2001년 3월과 2006년 9월의 다이어 개정시에 잠깐 나타났던 정도로, 대개 특급보다는 준특급에 투입되는 경우가 많다. 동일한 8량 구성의 8000계 20번대와는 달리, 6000계 혹은 7000계와 병결하여 10량으로 운행하는 등 보다 탄력적인 운용이 가능한 점이 특징이다. 6000계가 퇴역함에 따라, 최근엔 7000계와 병결한다.
30번대같은 경우 10량 편성으로써 데뷔 후부터 6000계 30번대와 함께 신쥬쿠선으로 직결 운행을 하는 것 외에도, 10량 편성의 7000계/8000계와 함께 출퇴근시간대에 사가미하라 선 우등 열차에 사용되기도 하고 있다.

## 기술적 측면

### 차체

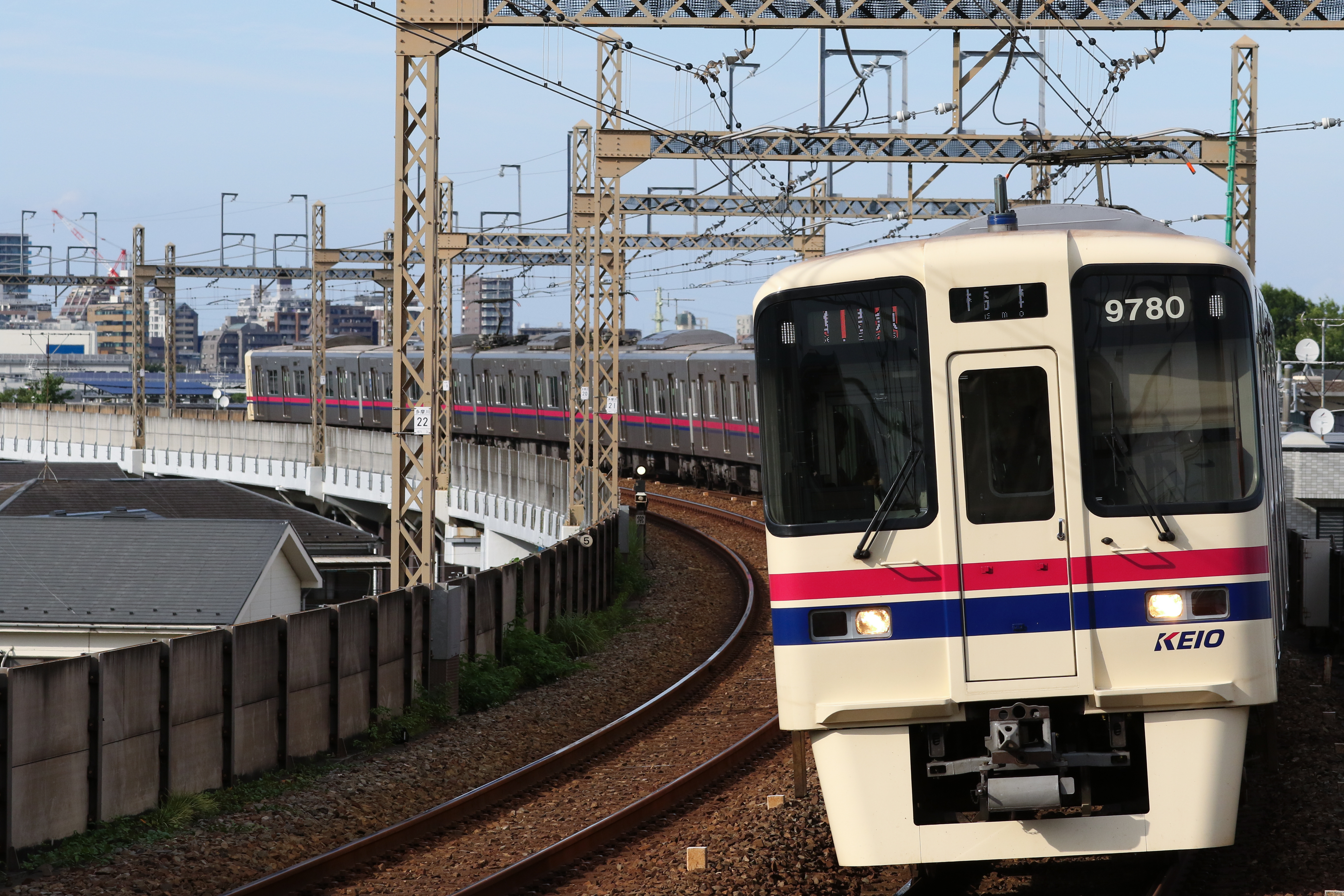
9000계 30번대의 모습
전면부의 선이 이어져있다.

9000계의 차체는 경량스테인레스로 제작되었는데, 일본 차량제조의 표준 차체 구조로 설계된 차량으로, 측면의 무늬(주름)가 없고, 승객용 출입문 부분에 세로 용접선이 있는 것이 특징이다. 아울러 0번대 가운데 짝수 번호의 편성은 도큐 차량제조에서 제작되었는데, 이 차량들 역시 동일한 구조로 제작되었다.
선두부의 모습은 옛 5000계를 이미지로 하여 제작된 것으로, 8000계처럼 이 부분은 강철로 제작되어 있다. 전면창도 5000계처럼 파노라믹 윈도(Panoramic window)로 제작되었고, 그 위쪽으로는 행선지 및 종별 표시용 LED가 설치되어 있다. 본래는 일반적인 3색 LED였지만, 2007년 10월부터 점차 풀컬러 LED로 교체되고 있다.
최초로 도입되었던 0번대와 30번대는 외형에서 몇가지 차이점을 보이고 있는데, 우선 배장기 부분의 경우 0번대는 조금 구부러진 반면, 30번대는 곧게 뻗어있다. 또한 6000계와의 병결 운행을 염두에 두고 제작된 0번대는 관통문 사용을 위해서 전면부의 선이 도중에 끊겨있는 것과 달리, 병결 운행이 필요없는 30번대는 그대로 이어져 있는 것을 볼 수 있다.

### 동력부
9000계는 170kw급 주전동기를 IGBT소자를 이용해 제어한다. VVVF 인버터는 히타치 제작소 제품이다. 팬터그래프의 경우, 8000계에서의 테스트를 거친 싱글암(Single-arm) 방식이 채용되었다.

### 주행부
대차의 경우 도큐 차량제조에서 제작된 축상(軸箱)지지 볼스터리스 대차(동력차는 TS-1017, 부수차는 TS-1018)를 사용한다. 차륜의 지름은 860mm, 축간 거리는 2,200mm이다.

## 실내
9000계는 게이오 전철의 차량으로써는 최초로 도어 차임과 LED식, 혹은 LCD식의 차내 안내 장치를 채용하였으며, 이러한 설비들은 후에 8000계와 7000계, 1000계에도 적용되었다.
좌석의 경우 색은 8000계보다 더 짙어졌고, 모양도 조금 달라졌다. 또한 게이오 전철에서는 최초로 좌석 양끝에 넓적한 모양의 칸막이가 설치되었으며, 이러한 칸막이는 후에 8000계의 내부에도 추가되었다. 또한, 좌석 가운데에는 입석 승객을 위한 기둥이 추가되었다,
객실내 손잡이 역시 기존의 차량들과는 다르게 삼각형 모양의 손잡이가 도입되었으며, 차량 끝부분의 경우 중간부분보다 손잡이의 높이가 비교적 낮게 설치된 점이 특징이다.
9000계는 0번대와 30번대간에 외부 뿐만 아니라 실내에서도 약간의 차이가 존재하는데, 우선 0번대에는 존재하던 횡방향의 봉과 손잡이가 30번대에서는 제거되었으며, 좌석 끝부분 칸막이의 형태도 달라지게 되었다. 또한 30번대에서는 창문에 UV코팅이 된 유리가 사용되었으며, 지하 구간의 운용을 고려해서인지 실내 색조도 0번대에 비해 더 밝은 백색톤으로 변경되었다.
2008년 1월에 도입된 9036F 편성 이후부터는 기존의 차량들과는 달라진 부분들이 많은데, 외부의 LED가 행선지/종별 등이 번갈아가며 표기되는 형식으로 바뀌었고, 특히 차내의 경우 ●LCD타입 차내 안내 장치의 도입, ●좌석 중간의 입석봉을 직선형에서 곡선형으로 변경, ●비상 인터폰 커버가 둥근 모양에서 각진 모양으로 교체되는 등 많은 변화가 이루어졌다.

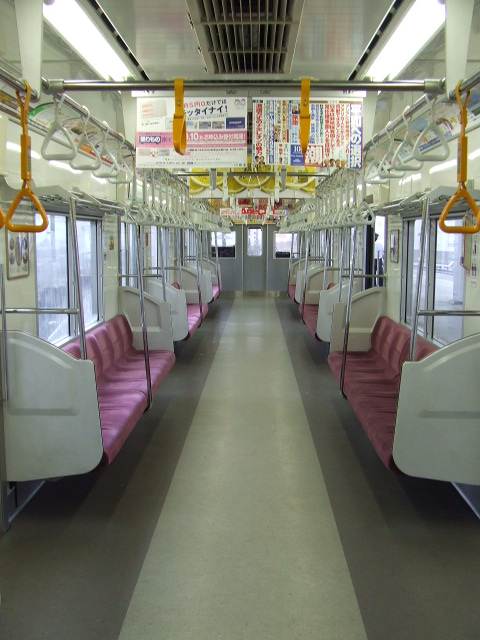
9000계 0번대의 실내
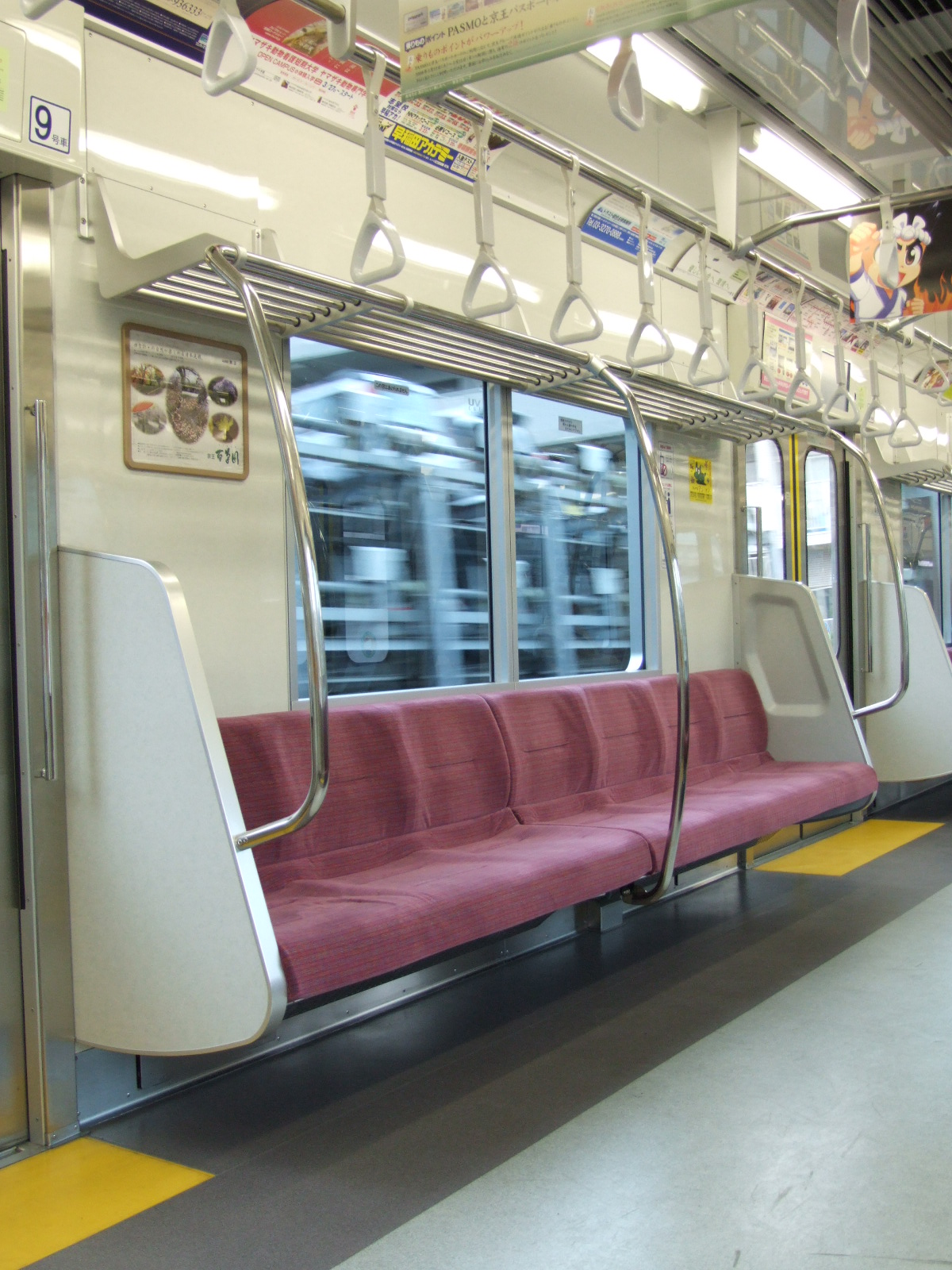
9000계 30번의 좌석

## 운용 노선
- 게이오 전철 본선
- 게이오 전철 사가미하라 선
- 게이오 전철 타카오 선
- 도쿄 지하철 신쥬쿠 선